# Ford Sierra RS Cosworth
Ford Sierra RS Cosworth – samochód sportowy klasy średniej produkowany pod amerykańską marką Ford w latach 1986–1992. 

## Historia i opis pojazdu

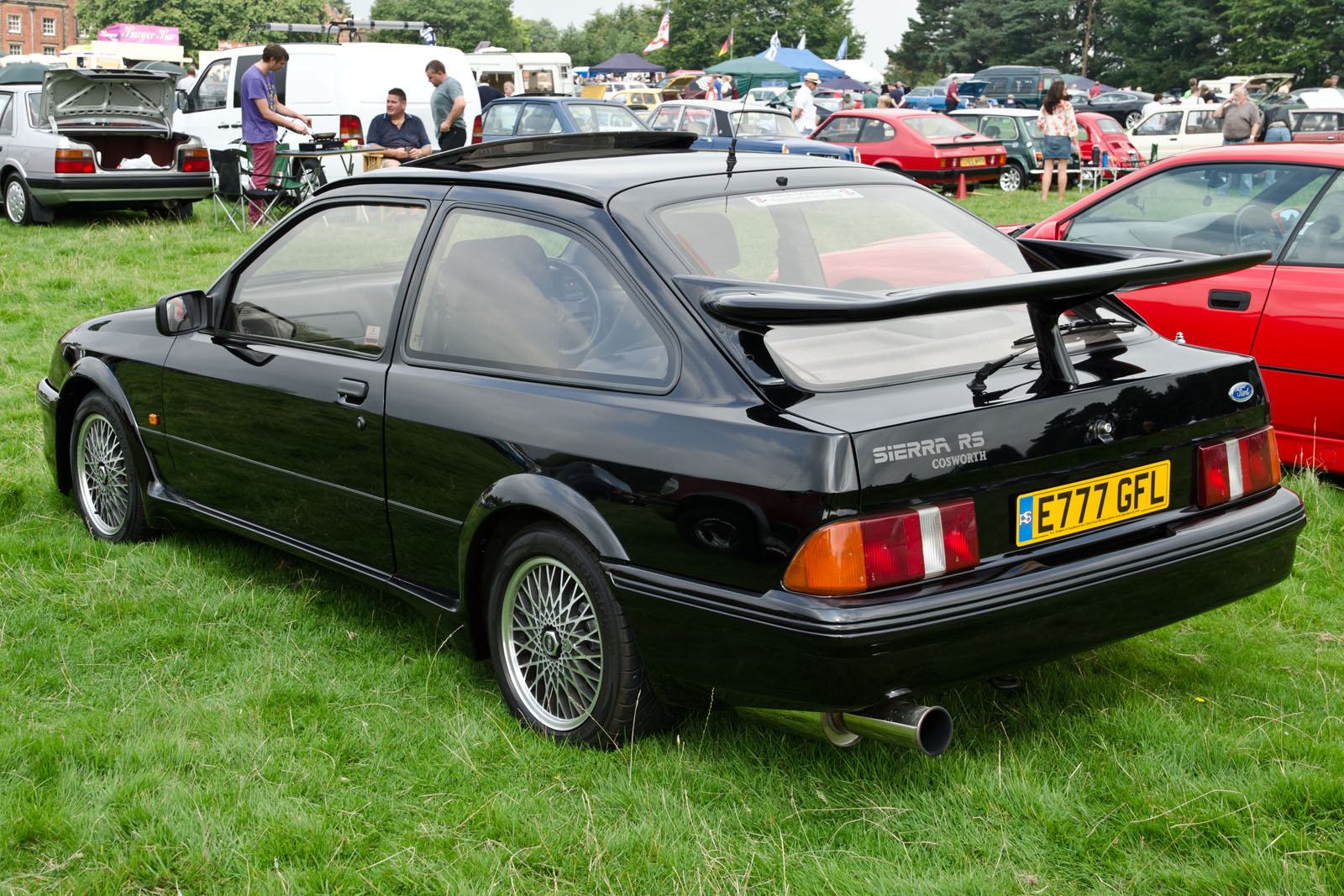
Ford Sierra RS Cosworth - tył

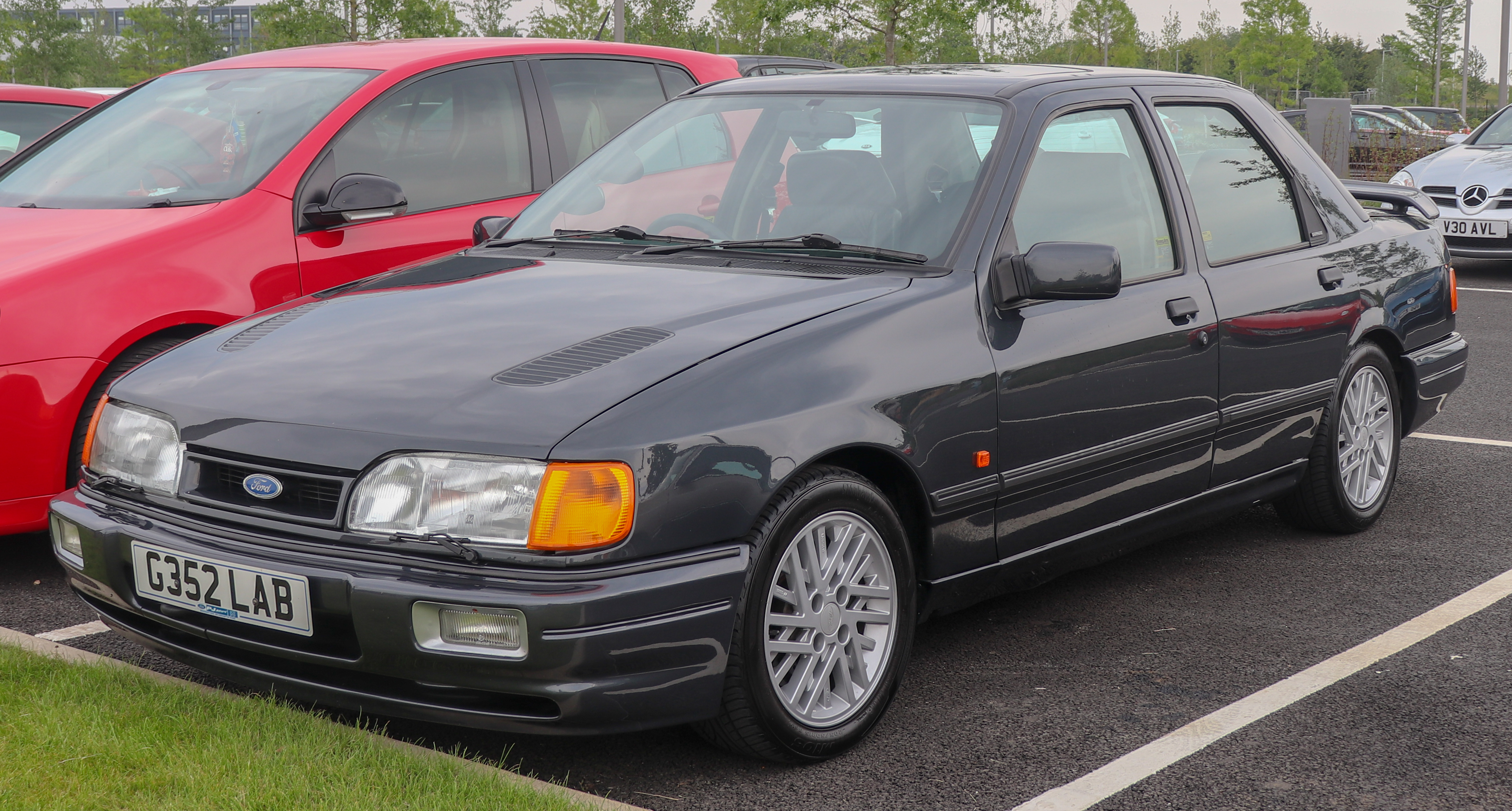
Ford Sierra RS Cosworth po liftingu

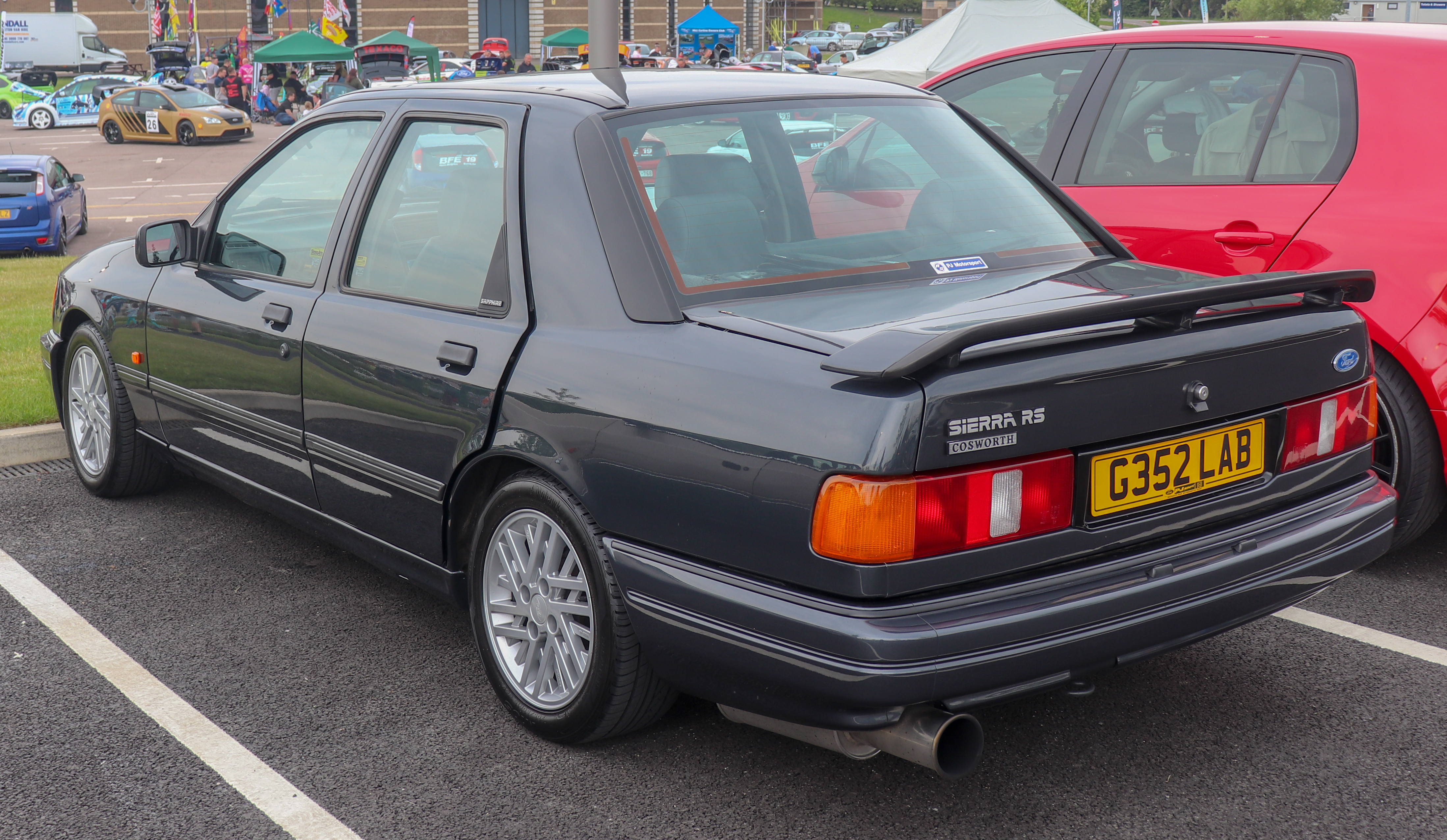
Ford Sierra RS Cosworth - tył po liftingu

Samochód został skonstruowany przez Ford Motorsport z myślą o dominacji rajdów Grupy A w Europie. Początkowo model dostępny był jako 3-drzwiowy liftback, od 1988 już jako 4-drzwiowy sedan. Do napędu użyto turbodoładowanego silnika R4 DOHC 2.0 zaprojektowanego przez Coswortha. Napęd przenoszony był na oś tylną (lata 1986–1989) lub na obie osie (lata 1990–1992) poprzez 5-biegową manualną skrzynię biegów.
Początki projektu sięgają wiosny 1983 roku. Wtedy to niedawno mianowany nowy szef europejskiego oddziału Ford Motorsport, Stuart Turner, uznał, że Ford przestał być konkurencyjny na polu pojazdów sportowych. W celu uzyskania poparcia dla swojego pomysłu, Turner nawiązał kontakt z wiceprezesem Public Relations Forda, Walterem Hayesem, który odpowiadał wcześniej za rozwój Forda GT40, który zwyciężył w 24h Le Mans 1966, oraz silnika Cosworth DFV. Hayes uznał projekt za obiecujący i zapewnił swoje poparcie.
Turner poprosił następnie Kena Kohrsa, wiceprezesa ds. rozwoju Forda, aby ten złożył wizytę u długoletniego partnera Forda, firmy Cosworth. Podczas spotkania Cosworth zaprezentował wykonany z własnej inicjatywy silnik YAA, była to jednostka R4 Twin Cam z szesnastoma zaworami oparta na bloku silnika Ford T88 Pinto. Było to według Turnera odpowiednie źródło napędu dla samochodu Grupy A.
Złożono wówczas wniosek o przygotowanie turbodoładowanej wersji jednostki napędowej (oznaczonie Cosworth YBB) osiągającej moc około 180 KM w specyfikacji drogowej i 300 KM w rajdowej. Cosworth podjął się tego zadania, postawiono jednak dwa warunki, silnik w wersji drogowej będzie produkował minimum 150 kW (204 KM) oraz Ford musi zamówić co najmniej 15.000 egzemplarzy motoru. Turner potrzebował około 5000 silników, wymagania zostały jednak zaakceptowane. Dodatkowe 10.000 silników przyczyniło się do opracowania drugiej generacji Sierry RS Cosworth.
Trudniejsze okazało się znalezienie odpowiedniej skrzyni biegów. Wybrano przekładnię Borg-Warner T5 używaną w modelu Mustang, bardziej wysokoobrotowy silnik sprawiał jednak nieco problemów. Ostatecznie Borg-Warner musiał stworzyć osobną linię produkcyjną dla skrzyń przeznaczonych dla modelu Sierra RS Cosworth. Różnice w układzie zawieszenia standarodwej Sierry a wersji Cosworth wynikały z doświadczeń zdobytych dzięki rajdowej wersji Merkura XR4Ti.
W kwietniu 1983 roku zespół Turnera zdecydował, że podstawą konstrukcyjną dla nowego samochodu będzie Ford Sierra. Model Forda miał pożądany napęd na oś tylną oraz odpowiedni współczynnik oporu powietrza nadwozia. Wersja rajdowa miała także poprawić wizerunek Sierry wprowadzonej na rynek rok wcześniej. 
Sierra RS Cosworth zadebiutowała podczas Międzynarodowego Salonu Samochodowego w Genewie w marcu 1985 roku. Wprowadzenie modelu na rynek planowano na wrzesień tego samego roku, wyprodukowanie 5000 egzemplarzy miało nastąpić przed latem 1986 roku. Produkcja ruszyła jednak dopiero w lipcu 1986.
W 1987 roku 500 egzemplarzy zostało zmodyfikowanych poprzez montaż między innymi większej turbosprężarki co zaowocowało wzrostem mocy, seria otrzymała nazwę Ford Sierra Cosworth RS500, sprzedawana była wyłącznie na rynku brytyjskim (kierownica po prawej stronie). Powstało 5542 egzemplarze oryginalnej Sierry RS Cosworth (wliczając Cosworth RS500). Później Ford produkował jeszcze odmianę Sierra Sapphire RS Cosworth (tylnonapędowa 1988–1989, AWD 1990–1992).

### Lifting
Po tym, jak w 1988 roku podstawowy Ford Sierra przeszedł gruntowną modernizację, objęła ona także sportowy wariant RS Cosworth. Dotychczasową odmianę liftback zdecydowano się zastąpić 4-drzwiowym sedanem. Zmiany wizualne były obszerne - zmienił się wygląd pasa przedniego, a także tylnego. Reflektory stały się większe, a tylne lampy zyskały bardziej kanciasty kształt.

## Dane techniczne

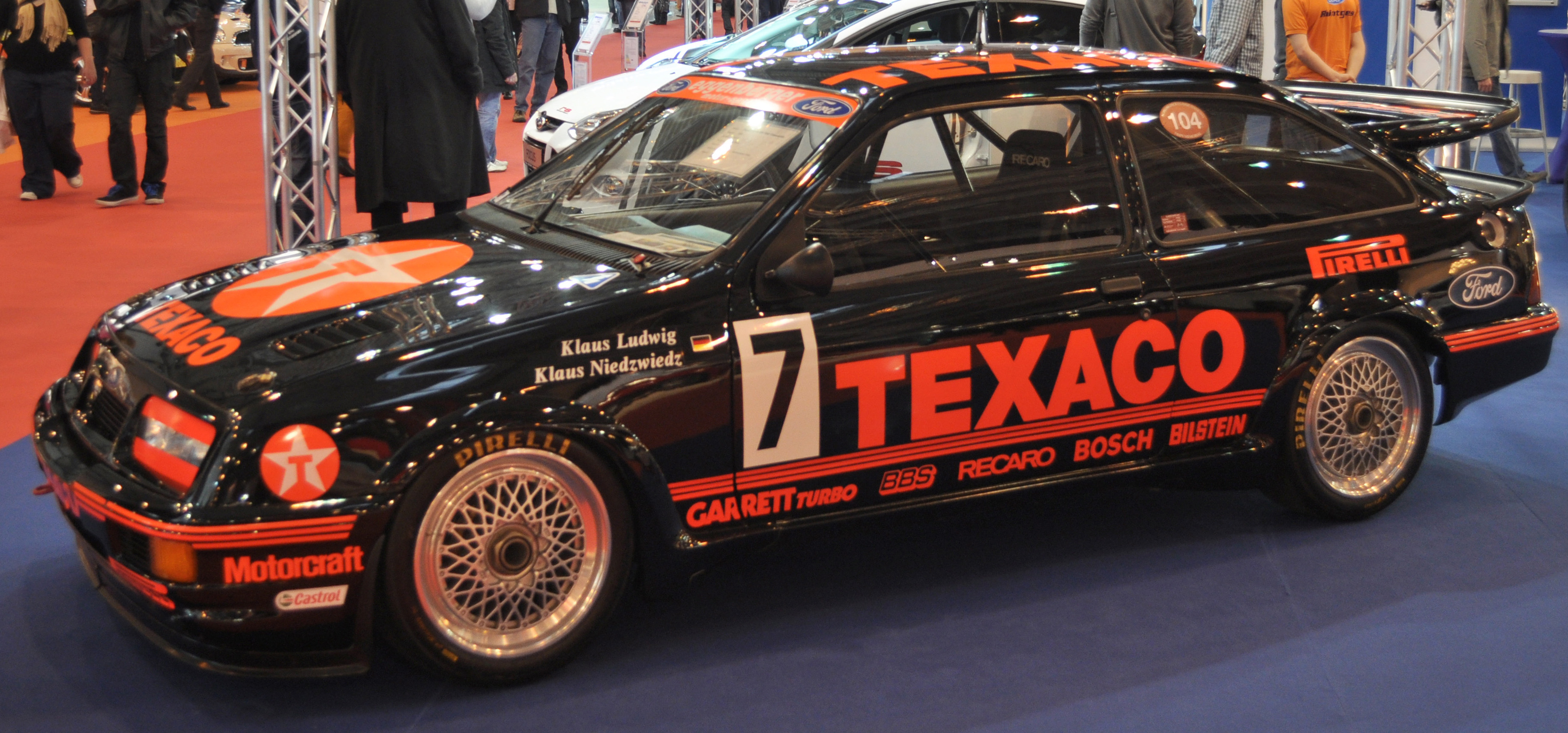
Ford Sierra RS500 na Essen Motor Show 2011

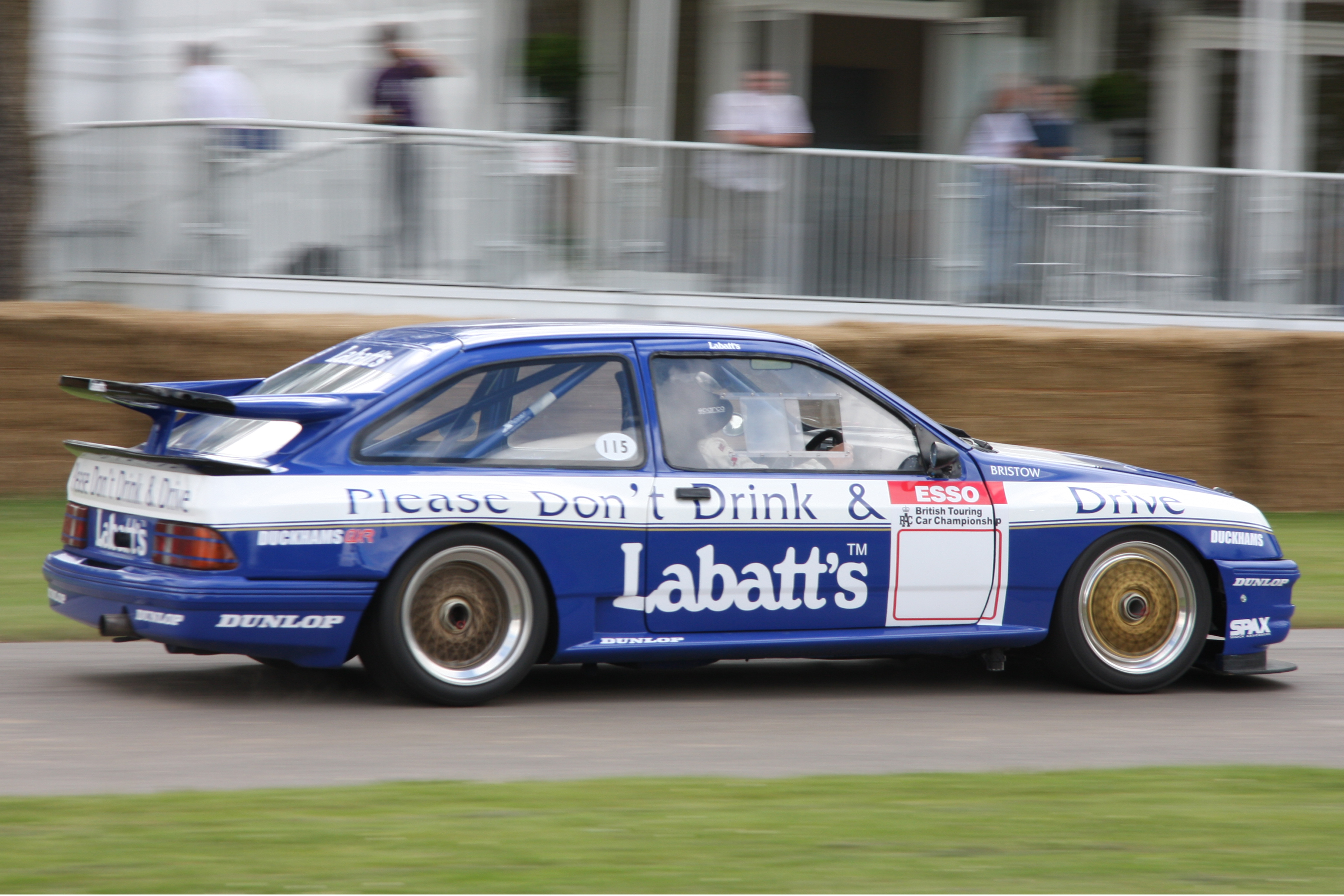
Ford Sierra RS500

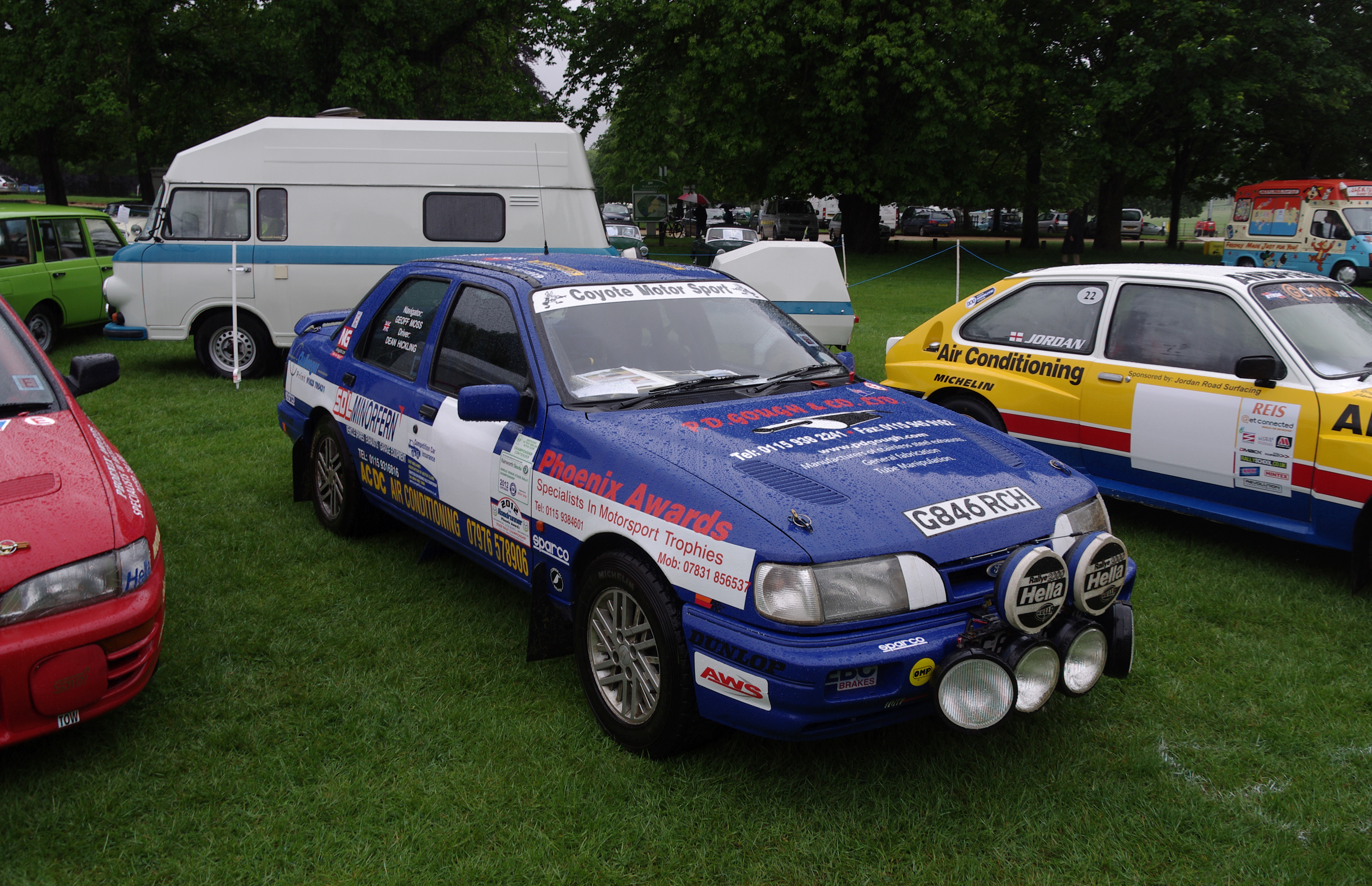
Ford Sierra RS500 Rallye

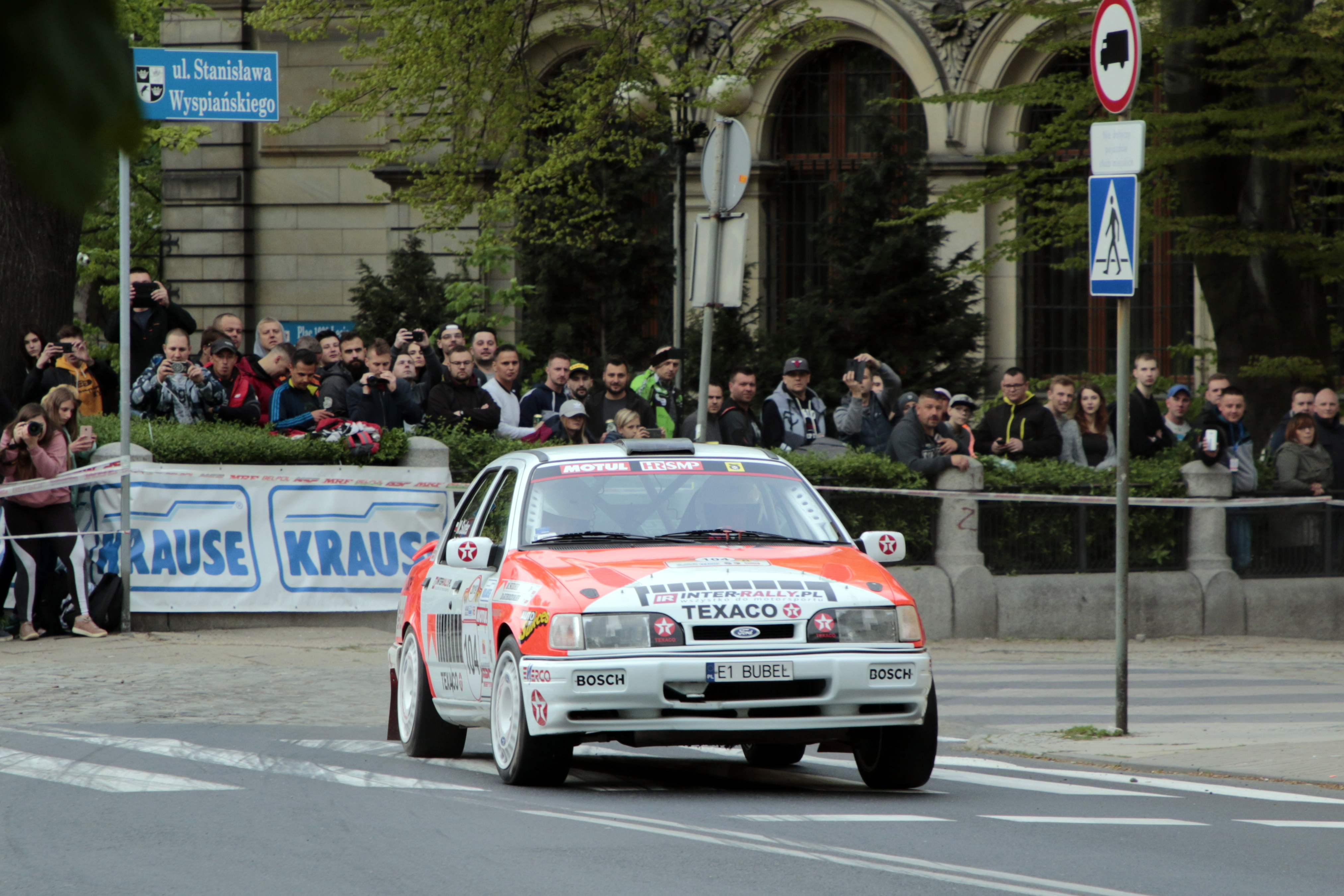
Ford Sierra RS500 Rallye
na Rajdzie Świdnickim

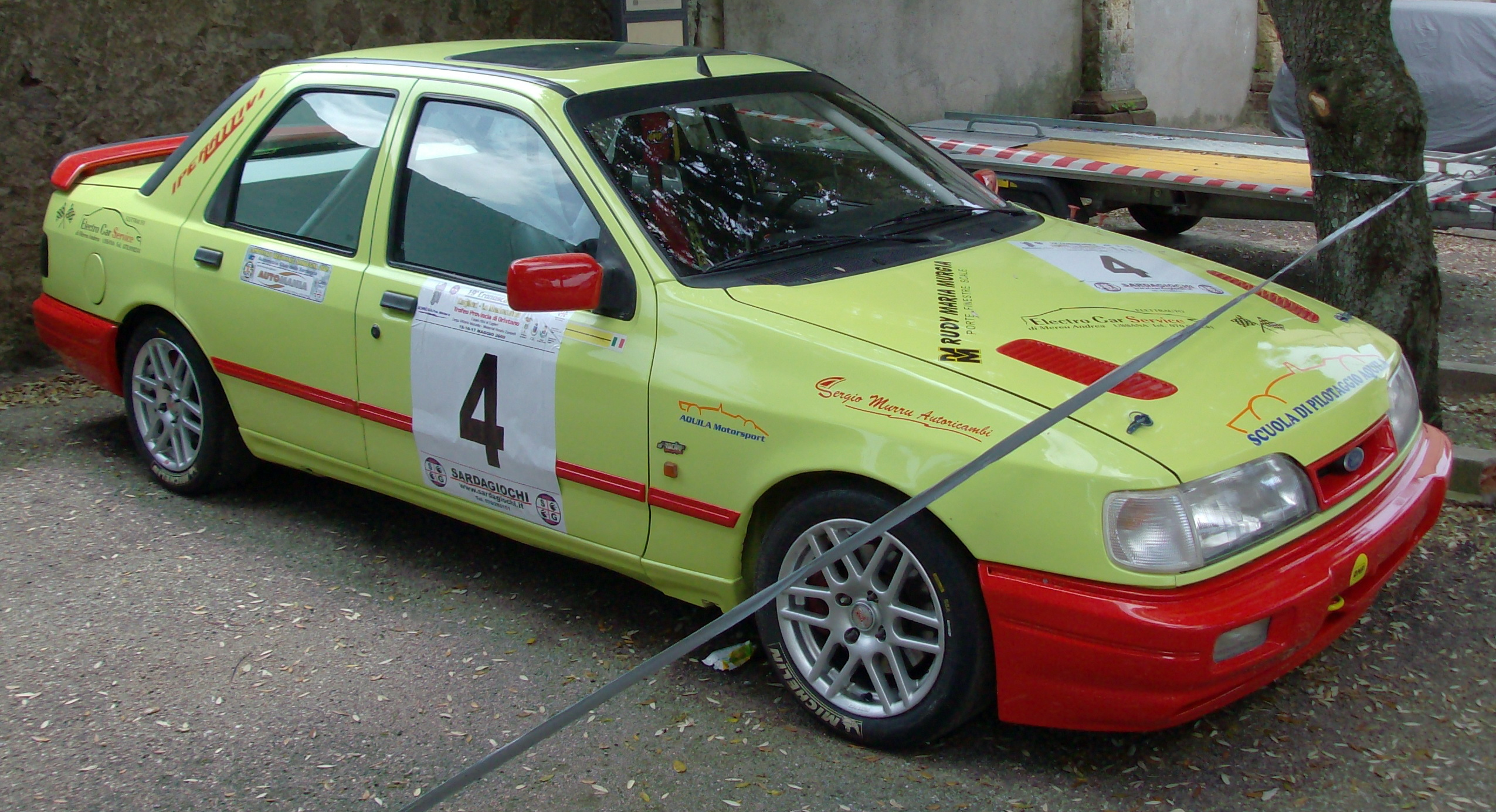
Ford Sierra RS500 Rallye
na Cuglieri-La Madonnina

### RS Cosworth '86
Silnik:
- R4 2,0 l (1993 cm³), 4 zawory na cylinder, DOHC
- Turbodoładowanie Garett T3
- Układ zasilania: elektroniczny wtrysk paliwa Marelli-Weber
- Stopień sprężania: 8,0:1
- Średnica cylindra × skok tłoka: 90,80 × 76,95 mm
- Moc maksymalna: 204 KM (150 kW) przy 6000 obr./min
- Maksymalny moment obrotowy: 277 N•m przy 4500 obr./min

Osiągi:
- Przyspieszenie 0-100 km/h: 6,8 s
- Przyspieszenie 0-160 km/h: 16,1 s
- Prędkość maksymalna: 230 km/h

### Cosworth RS500 '87
Silnik:
- R4 2,0 l (1993 cm³), 4 zawory na cylinder, DOHC
- Turbodoładowanie Garett T04
- Układ zasilania: elektroniczny wtrysk paliwa Bosch L-Jetronic
- Stopień sprężania: 8,0:1
- Średnica cylindra × skok tłoka: 90,80 × 76,95 mm
- Moc maksymalna: 227 KM (167 kW) przy 6000 obr./min
- Maksymalny moment obrotowy: 277 N•m przy 4500 obr./min

Osiągi:
- Przyspieszenie 0-60 mph: 6,1 s
- Prędkość maksymalna: 248 km/h

### RS Cosworth 4x4 '90
Silnik:
- R4 2,0 l (1993 cm³), 4 zawory na cylinder, DOHC
- Turbodoładowanie Garett T3
- Układ zasilania: elektroniczny wtrysk paliwa Marelli-Weber
- Stopień sprężania: 8,0:1
- Średnica cylindra × skok tłoka: 90,80 × 76,95 mm
- Moc maksymalna: 220 KM (162 kW) przy 6250 obr./min
- Maksymalny moment obrotowy: 290 N•m przy 3500 obr./min

Osiągi:
- Przyspieszenie 0-60 mph: 5,6 s
- Przyspieszenie 0-100 mph: 14,9 s
- Prędkość maksymalna: 230 km/h